# Zach Newman
Zach Newman (22 de julio de 1989) es un deportista estadounidense que compite en ciclismo en la modalidad de BMX estilo libre. Consiguió una medalla de bronce en los X Games.

## Medallero internacional
| \| X Games de Verano \| X Games de Verano \| X Games de Verano \| X Games de Verano \| \| Año \| Lugar \| Medalla \| Prueba \| \| ----------------- \| --------------------------- \| ----------------- \| ----------------- \| \| 2018 \| Mineápolis (Estados Unidos) \| Medalla de bronce \| Vert \| |                             |                   |        |
| X Games de Verano |                             |                   |        |
| Año | Lugar                       | Medalla           | Prueba |
| 2018 | Mineápolis (Estados Unidos) | Medalla de bronce | Vert   |